# 过继免疫
过继免疫（Adoptive immunity）狭义上，指的是将宿主免疫成分抽取出体外，经修饰其免疫活性后再输注回同一宿主，而此成分具有免疫性。转移的成分主要为免疫细胞，例如T淋巴细胞或肿瘤浸润淋巴细胞，自然杀手细胞，巨噬细胞或B细胞。因此，此术语一般指人为而具治疗性的被动免疫策略。
由于被动免疫在治疗上是指免疫在异种宿主上发生，例如蛇毒免疫疗法，因此过继免疫的意义有别于被动免疫。但广义上，过继免疫可涵盖另一种情况：采集已接触过某抗原而被免疫供者的致敏淋巴细胞，输注给另一个未接触过该抗原受者，使其被动获得相应的细胞免疫反应能力。